# Synvinkel

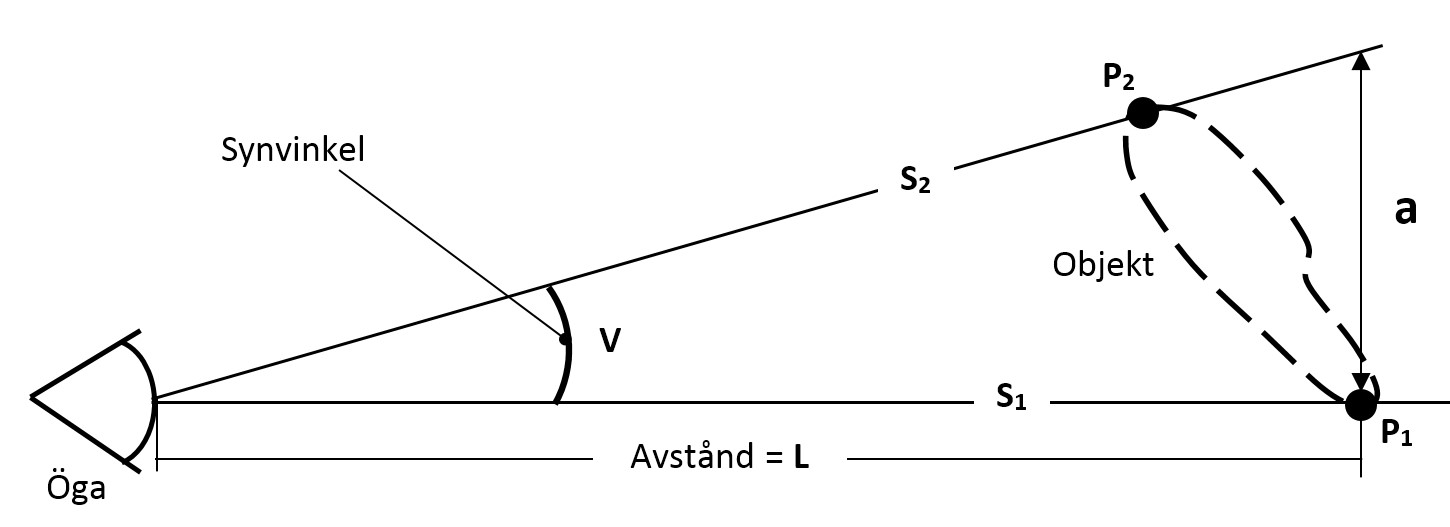
Illustration av synvinkel

Synvinkel är inom optiken den vinkel ett betraktat objekt upptar i betraktarens synfält.
Synvinkeln är proportionell till objektets storlek och omvänt proportionell till avståndet mellan betraktaren och objektet
Synvinkel används till exempel vid mätning av synskärpa med syntavla.

## Matematiska samband
Antag enligt bilden att det avstånd L som ska användas är avståndet till P1.
Sträckan a går från P1, vinkelrät mot strålen S1 och avslutas där den träffar S2.
Det matematiska sambandet mellan de tre variablerna synvinkeln V, sträckan a och avståndet L blir då:
{\displaystyle synvinkeln\ V=\arctan \left({\frac {a}{L}}\right)\qquad \qquad \qquad \qquad \qquad \qquad \qquad .\ .\ .\ (1)}
Om alternativt avståndet L mäts mot någon annan punkt på objektet, t.ex. mitt emellan P1 och P2, delas a upp i två delar, och vinkeln erhålls som summan från två stycken rätvinkliga trianglar. 
I fallet att avståndet gäller mittpunkten erhålls då:
{\displaystyle synvinkeln\ V=2\arctan \left({\frac {a/2}{L}}\right)\qquad \qquad \qquad \quad \qquad \qquad \quad \ .\ .\ .\ (1b)}
För små vinklar V < 1°, t.ex. 17 mm på 1 meters avstånd blir 0.97°, kan approximationen arctan(x) ˜ x användas, med ett fel < 0.011 %, vilket ger:
{\displaystyle synvinkeln\approx {\frac {a}{L}}\qquad \qquad radianer\qquad \qquad \qquad \qquad \qquad \quad \ .\ .\ .\ (2)}
När vinklarna är små föredrar man att i stället för radianer ange dem i bågminuter(1°= 60 bågminuter):
{\displaystyle synvinkeln\approx {\frac {a}{L}}\cdot {\frac {180}{\pi }}\cdot 60\approx \mathbf {3438\cdot {\frac {a}{L}}} \quad \ b{\breve {a}}gminuter\qquad \quad \ .\ .\ .\ (3)}